# Rieste
Rieste ist eine Gemeinde innerhalb der Samtgemeinde Bersenbrück im Norden des Landkreises Osnabrück in Niedersachsen.

## Geografische Lage

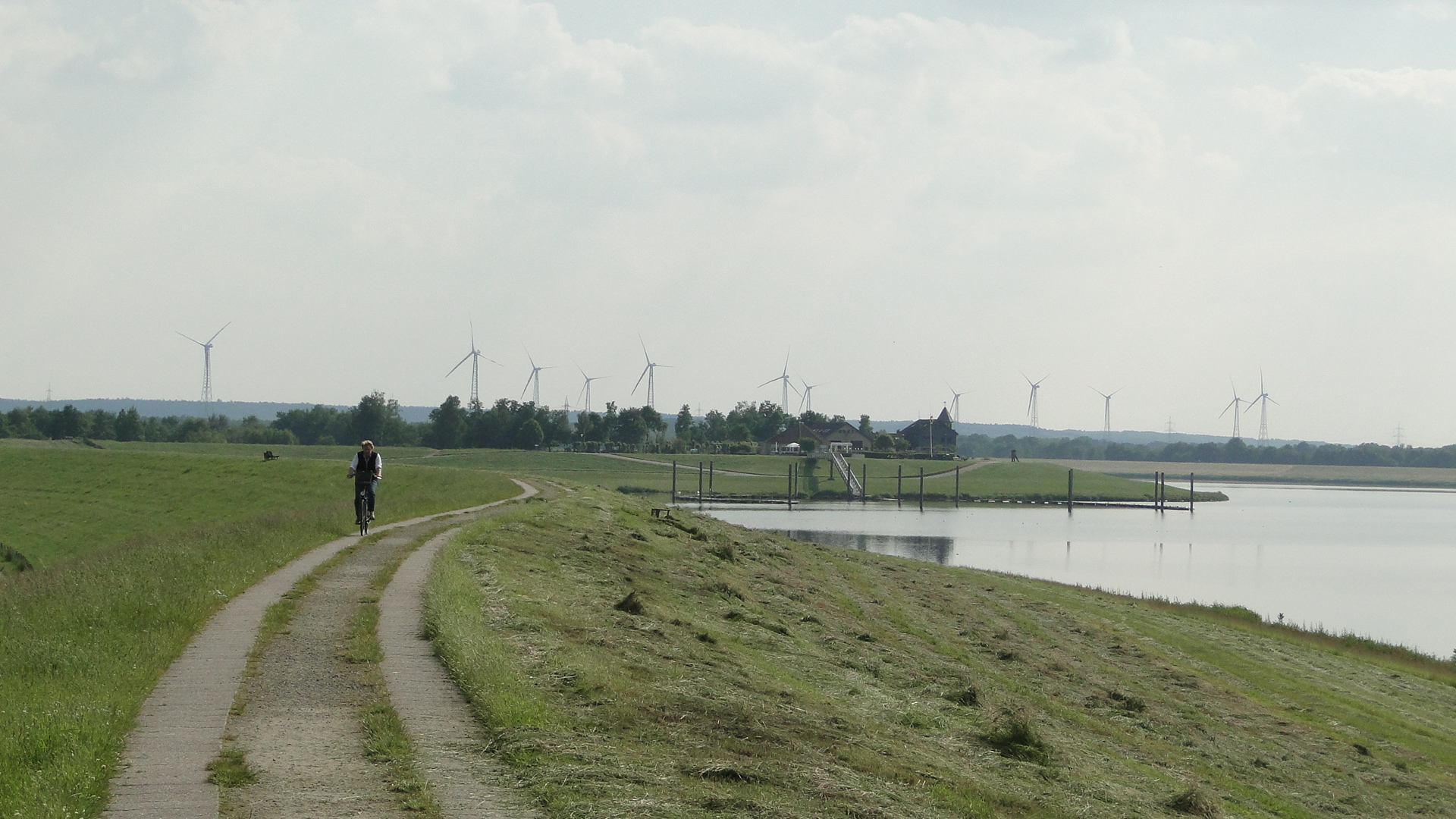
Auf der Deichkrone führt ein ca. 8 km langer Rundweg um den Alfsee

Rieste ist ein staatlich anerkannter Erholungsort im nördlichen Osnabrücker Land. Die Hase durchfließt das Gemeindegebiet in Süd-Nord-Richtung und ist unterteilt in Hohe und Tiefe Hase. Im Westen gehören etwa 5 % der Fläche des Alfsees zu Rieste.
Rieste grenzt im Norden an Gehrde und Bersenbrück, im Westen an Alfhausen, im Süden an Bramsche (Ortsteile Epe und Sögeln) und im Osten an Neuenkirchen-Vörden (Landkreis Vechta).
Im Osten entwickelt sich seit Mitte der 2000er Jahre der Niedersachsenpark, ein interkommunaler Gewerbepark. Die Planungen hierzu starteten bereits Mitte der 1990er Jahre. Die Gemeinde Rieste ist hier die größte Standortgemeinde, ein weiterer Teil der Fläche liegt in der angrenzenden Gemeinde Neuenkirchen-Vörden im Landkreis Vechta. Größte Betriebe sind hier das Logistikzentrum der Fa. adidas sowie die Produktionsstätte der Landmaschinenfabrik Grimme.

## Bedeutung des Namens
Über die Entstehung des Ortsnamens gibt es verschiedene Deutungen. In einer Deutung wird der Silbe ste die Bedeutung von „Stätte“ zugeschrieben, während die erste Silbe Rie, Ri oder Ry so viel wie Bodensenke heißt und in Flurbezeichnungen wie witten Rie, brunen Rie und gäerlen Rie in der Gemarkung Rieste zu finden ist. Frühere Schreibweisen wie Riste, Ryste oder Ryst sind unter diesem Gesichtspunkt zu sehen. Die Namenserklärung für Rieste wäre eine „Stätte an/in einer Rie“, womit auch die große Bodensenke der Haseniederung, in der Rieste liegt, gemeint sein kann.

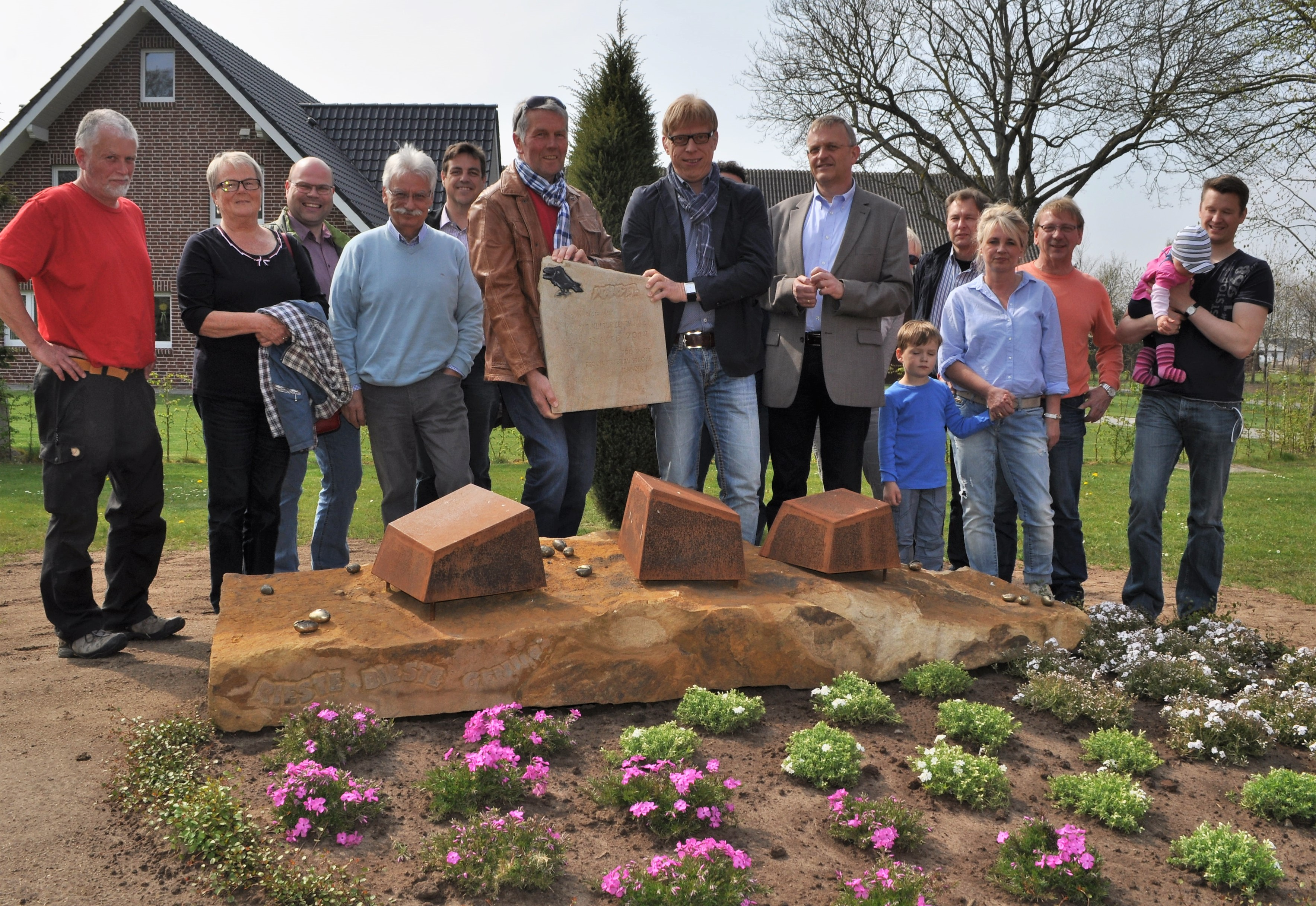
April 2015: Denkmal zur Geschichte der Rieste wird eingeweiht

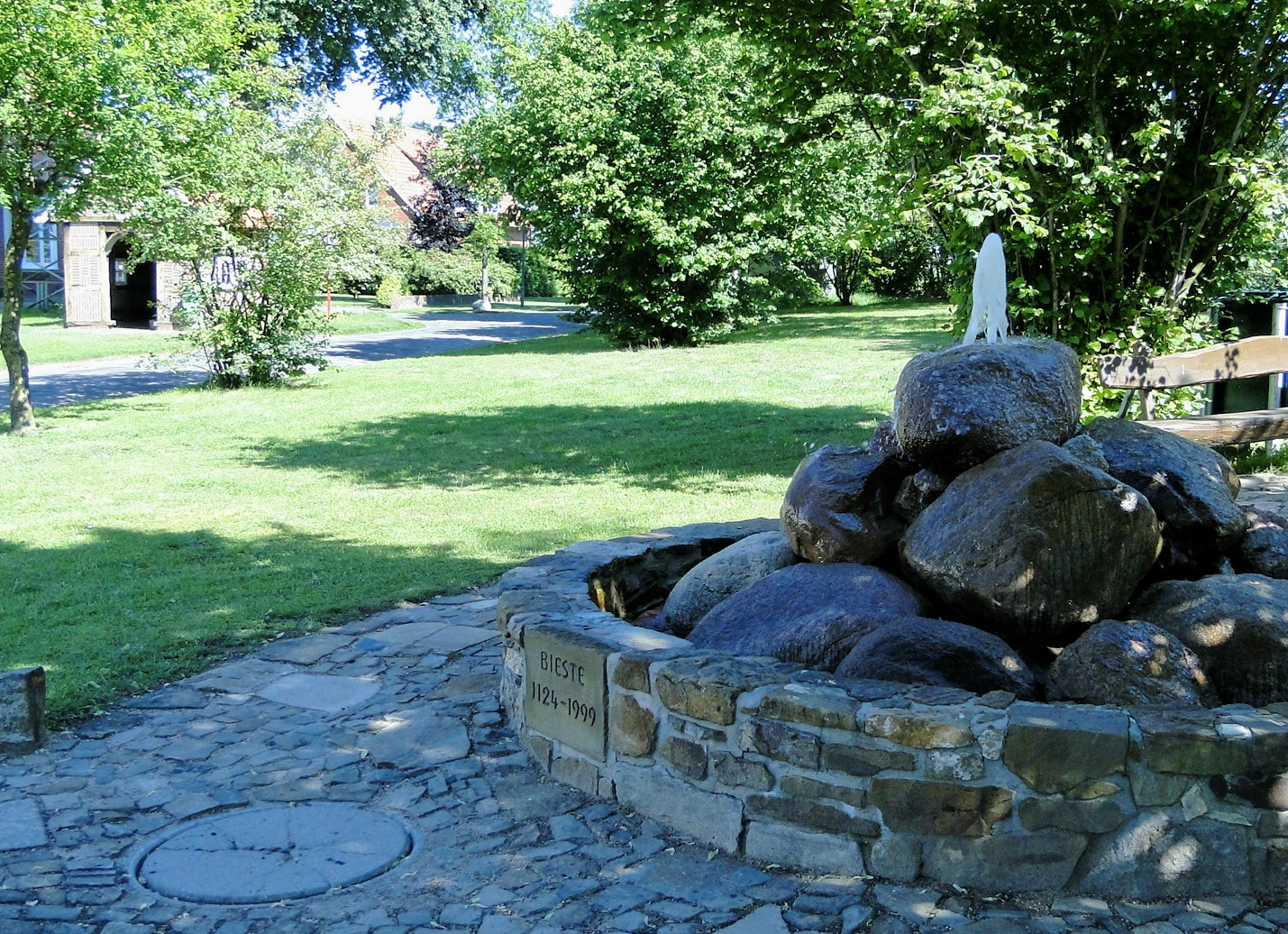
Dorfplatz in Bieste

## Geschichte
Rieste gehörte territorial bis 1802 zum Hochstift Osnabrück. Nach der französischen Besetzung bis 1814 unter Napoleon Bonaparte kam Rieste infolge des Wiener Kongresses an das Königreich Hannover. Mit der Niederlage des Königreichs Hannover von 1866 wurde Rieste ein Teil von Preußen. Mit dem Bau der Eisenbahnstrecke Delmenhorst–Hesepe und den durch die Großherzoglich Oldenburgische Staatseisenbahn geleisteten Entschädigungen setzte im Ort ein Aufschwung ein.
So wurde 1904 die am Bahnhof gelegene Milchentrahmungsstation, später zur Molkerei ausgebaut, errichtet. 1912 wurde Rieste an das Stromnetz der Nike angeschlossen und 1914 richtete die Sparkasse eine Zweigstelle in Rieste ein. Ebenfalls wurde 1914 die neue Dorfschule bezogen.
2022 wurde aufgrund eines Beschlusses des Gemeinderates eine 777-Jahr-Feier des Ortes begangen. Grundlage dafür war die Schenkungsurkunde der Kommende Lage von 1245, in der erstmalig der Ortsname erwähnt wird. Trotz der Einschränkungen in der Planungsphase ab 2020 durch die COVID-19-Pandemie konnte das Jubiläumsfest im September gefeiert werden. Im Rahmen der Jubiläumsfeier erschien eine von der Gemeinde Rieste herausgegebene Chronik über die Geschichte und Entwicklung des Ortes.

### Gemeindegliederung
Am 1. Juli 1965 wurde die Samtgemeinde Rieste gegründet, da die bis dahin eigenständige Gemeinde Bieste der Kommune beitrat. Diese Samtgemeinde wurde am 1. Juli 1972 im Rahmen der Gebietsreform als Gemeinde Rieste Mitglied in der neuen Samtgemeinde Bersenbrück im ebenfalls neu gegründeten Landkreis Osnabrück. Bis dahin gehörte Rieste dem Landkreis Bersenbrück an. Bieste zählte im Jahr 2017 255 Einwohner. Die Ortschaft bildete ursprünglich mit dem Neuenkirchener Ortsteil Bieste eine zusammenhängende Bauerschaft bis zu ihrer Trennung 1817 durch das Königreich Hannover und Großherzogtum Oldenburg.

### Einwohnerentwicklung

Bevölkerungsentwicklung seit 1987

Die folgende Übersicht zeigt die Einwohnerzahlen von Rieste im jeweiligen Gebietsstand und jeweils am 31. Dezember.
Bei den Zahlen handelt es sich um Fortschreibungen des Landesbetriebs für Statistik und Kommunikationstechnologie Niedersachsen auf Basis der Volkszählung vom 25. Mai 1987.
Bei den Angaben aus den Jahren 1961 (6. Juni) und 1970 (27. Mai) handelt es sich um die Volkszählungsergebnisse einschließlich der Gebietsteile von Bieste, die am 1. Juli 1972 eingegliedert wurden.
| Jahr | Einwohner |
| ---- | --------- |
| 1961 | 1900      |
| 1970 | 1998      |
| 1987 | 2125      |
| 1990 | 2184      |
| 1995 | 2591      |

| Jahr | Einwohner |
| ---- | --------- |
| 2000 | 3029      |
| 2005 | 3224      |
| 2010 | 3301      |
| 2015 | 3436      |
| 2017 | 3481      |

| Jahr | Einwohner |
| ---- | --------- |
| 2018 | 3519      |
| 2020 | 3612      |
| 2023 | 3701      |

## Politik

### Gemeinderat
Der Gemeinderat hat gegenwärtig 15 Mitglieder aus vier Parteien oder Gruppen. Bürgermeister ist Christian Scholüke. Er wurde am 15. November 2021 erstmals vom Rat gewählt und vereidigt. Der Bürgermeister ist stimmberechtigter Vorsitzender des Rates und des Verwaltungsausschusses. Erster stellvertretender Bürgermeister ist seit November 2021 Markus Revermann (UWG) und 2. Stellvertreterin Ingrid Hüdepohl (SPD).
Die CDU verfügt über die Mehrheit von sechs Mandaten. Die SPD verfügt über fünf, die UWG über drei sowie die Grünen über ein Mandat.
Die folgende Tabelle zeigt die Kommunalwahlergebnisse seit 1996.
| 2021–2026 | 36,7 | 6 | 30,2 | 5 | 07,2 | 1 | 2,5 | 0 | 0,7 | 0 | 3,1 | 0 | 19,7 | 3 | 100 | 15 | 61,1 |
| 2016–2021 | 49,7 | 8 | 21,1 | 3 | 08,6 | 1 | —   | — | —   | — | —   | — | 20,6 | 3 | 100 | 15 | 59,1 |
| 2011–2016 | 51,1 | 8 | 21,4 | 3 | 11,1 | 2 | 1,0 | 0 | —   | — | —   | — | 15,4 | 2 | 100 | 15 | 58,0 |
| 2006–2011 | 62,3 | 9 | 25,3 | 4 | 03,9 | 1 | —   | — | —   | — | —   | — | 08,5 | 1 | 100 | 15 | 56,7 |
| 2001–2006 | 62,4 | 8 | 27,3 | 4 | 03,0 | 0 | —   | — | —   | — | —   | — | 07,3 | 1 | 100 | 13 | 64,3 |
| 1996–2001 | 52,9 | 7 | 35,3 | 5 | 02,7 | 0 | —   | — | —   | — | —   | — | 09,1 | 1 | 100 | 13 | 76,6 |
| Prozentanteile gerundet. Quellen: Landesbetrieb für Statistik und Kommunikationstechnologie Niedersachsen, Landkreis Osnabrück. Bei unterschiedlichen Angaben in den genannten Quellen wurden die Daten des Landesbetrieb für Statistik und Kommunikationstechnologie verwendet, da diese eine insgesamt höhere Plausibilität aufweisen. 1 unabhängige Wählergemeinschaft Rieste |      |   |      |   |      |   |     |   |     |   |     |   |      |   |     |    |      |

### Bürgermeister
- seit 2021: Christian Scholüke (SPD)
- 2011–2021: Sebastian Hüdepohl (CDU)[15]
- 1996–2011: Anton Harms (CDU)[16]
- 1986–1996: Adolf Wittefeld (CDU)[17]
- 1901–1924 Otto Brackel[18]

### Wappen
Seit 1959 führt die Gemeinde Rieste in Siegel und Wappen das stilisierte Haupttor der Kommende Lage (Lager Tor) mit dem achtspitzigen Kreuz der Johanniter und den heraldischen Farben schwarz-silber auf einem roten Schild. Das achtspitzige Kreuz verweist auf den Johanniter- bzw. Malteserorden.
Durch dieses Tor betritt man den Wallfahrtsort Lage aus westlicher Richtung. Das Lager Tor ist das Relikt eines ehemals großen Torhauses aus dem Jahr 1697. Dieses wurde 1864 aus unbekannten Gründen abgebrochen.
Die Gemeinde verfügt auch über ein Logo, das insbesondere für touristische und Marketing-Zwecke angewandt werden soll. Es zeigt den stilisierten Buchstaben „R“ über blauen und grünen Wellen. Diese sollen das den Ort seit Jahrhunderten dominierende Element Wasser und die weite Natur der Gemeinde darstellen.

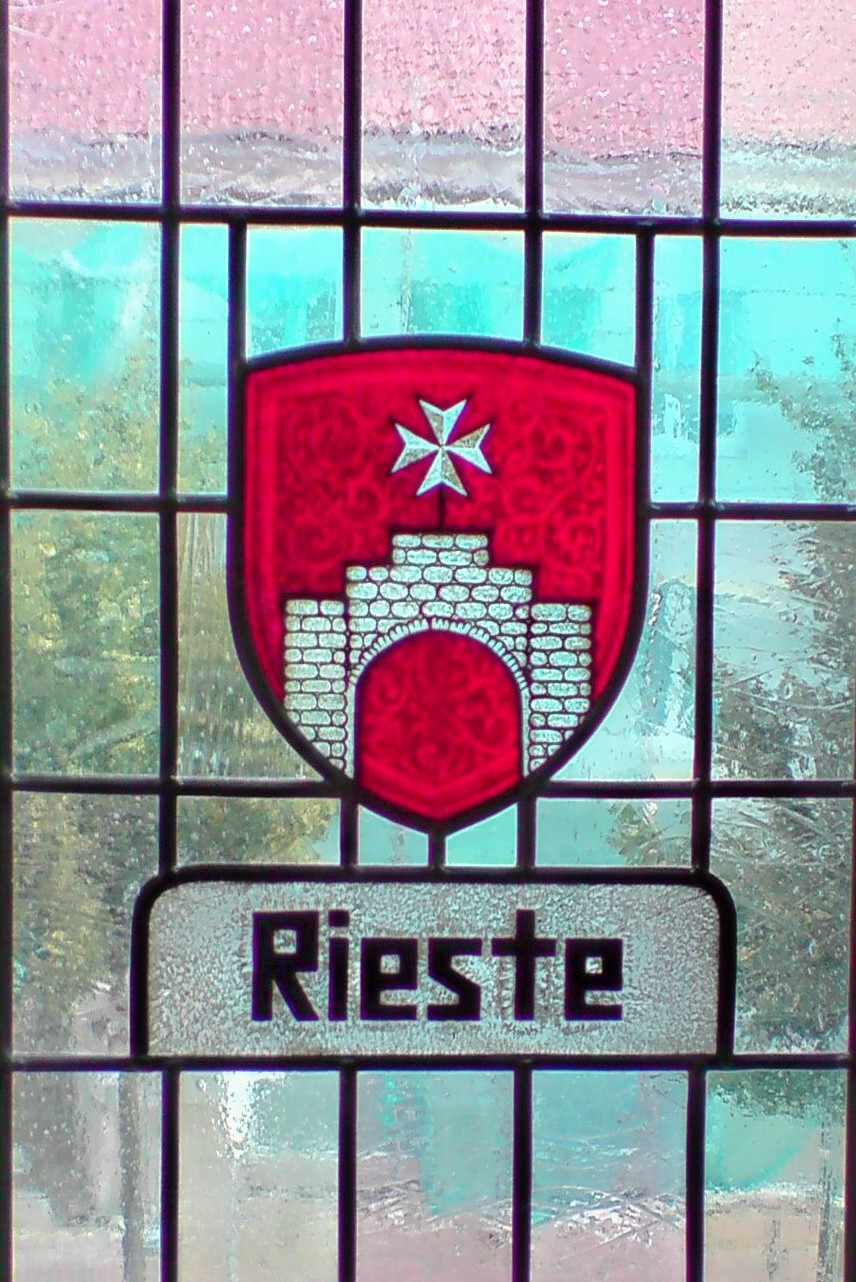
Das Wappen der Gemeinde Rieste als Glasbild im Rathaus der Samtgemeinde Bersenbrück
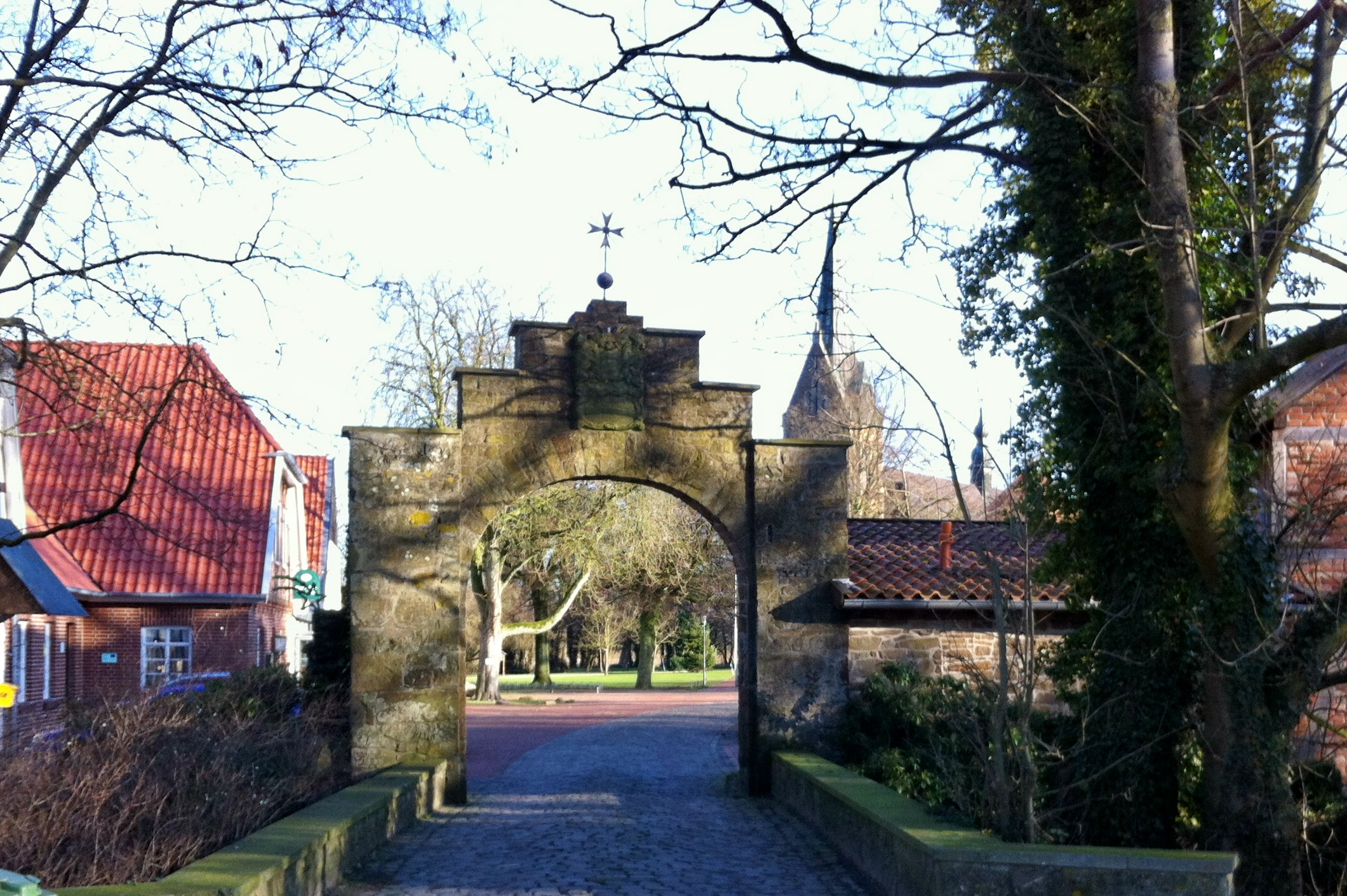
Das Lager Tor, Einfahrtbereich zur Kommende, schmückt auch das Wappen der Gemeinde Rieste

### Partnergemeinden
Partnergemeinden von Rieste sind Gmina Polska Cerekiew (Gemeinde Groß Neukirch) in Polen und Světlá Hora in Tschechien.

## Kultur und Sehenswürdigkeiten

### Wallfahrtsort und Kommende Lage

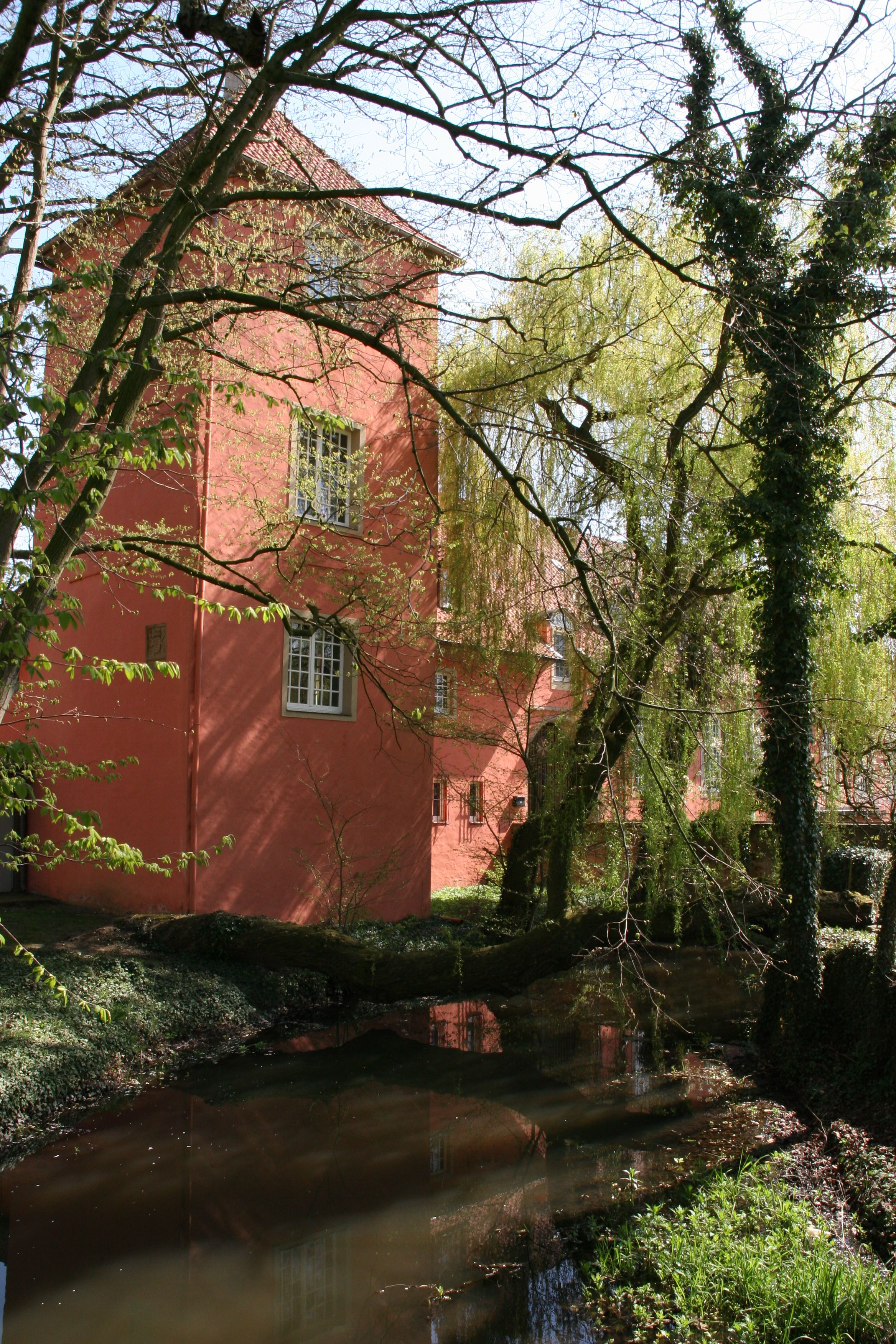
Turm der Kommende Lage

Von 1245 bis 1810 unterhielt der Johanniter- bzw. Malteserorden mit der Kommende Lage eine bedeutende Niederlassung. Der heutige Gebäudekomplex der Kommende entstand nach dem Dreißigjährigen Krieg.

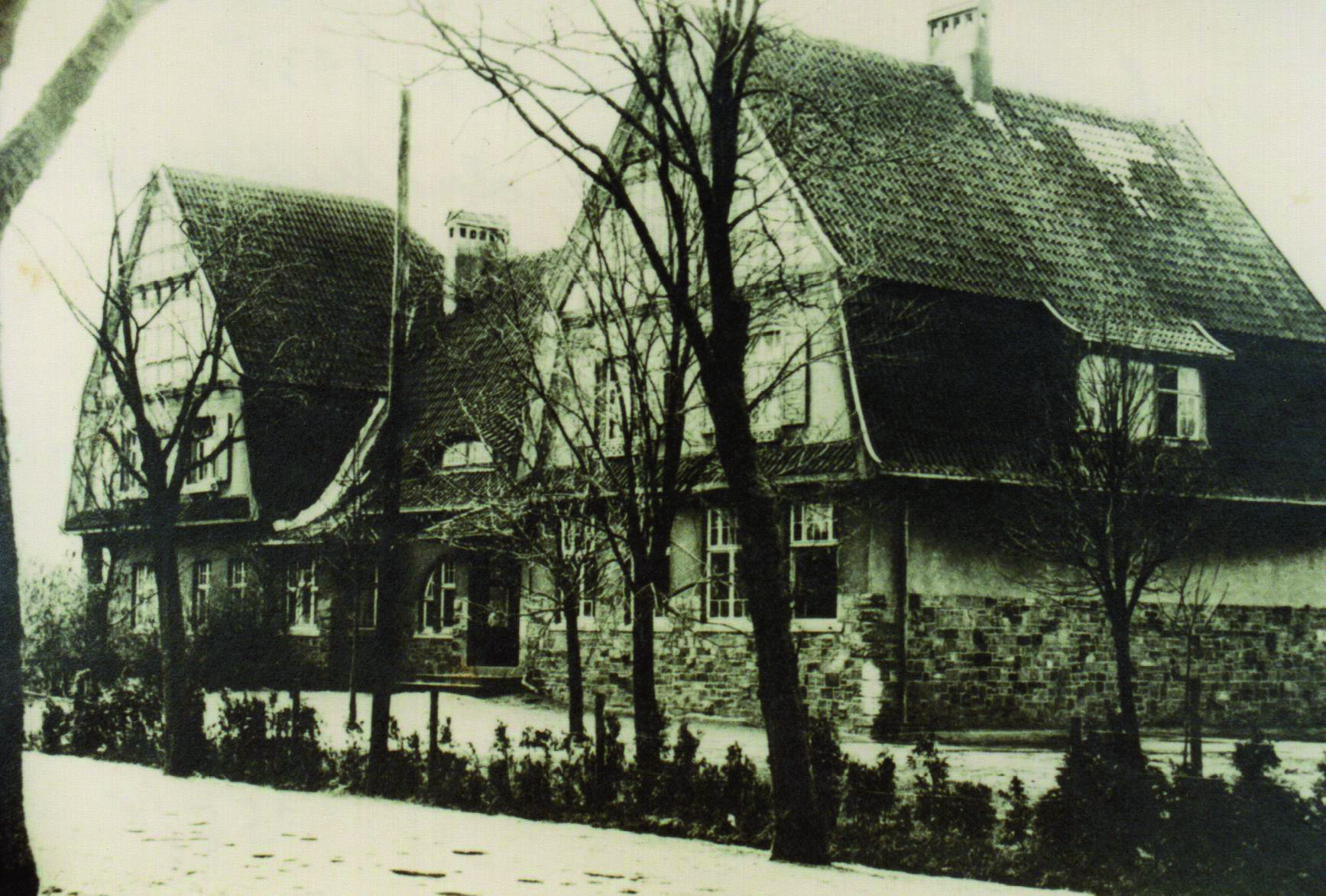
Schulgebäude in Rieste vor dem ersten Umbau 1935

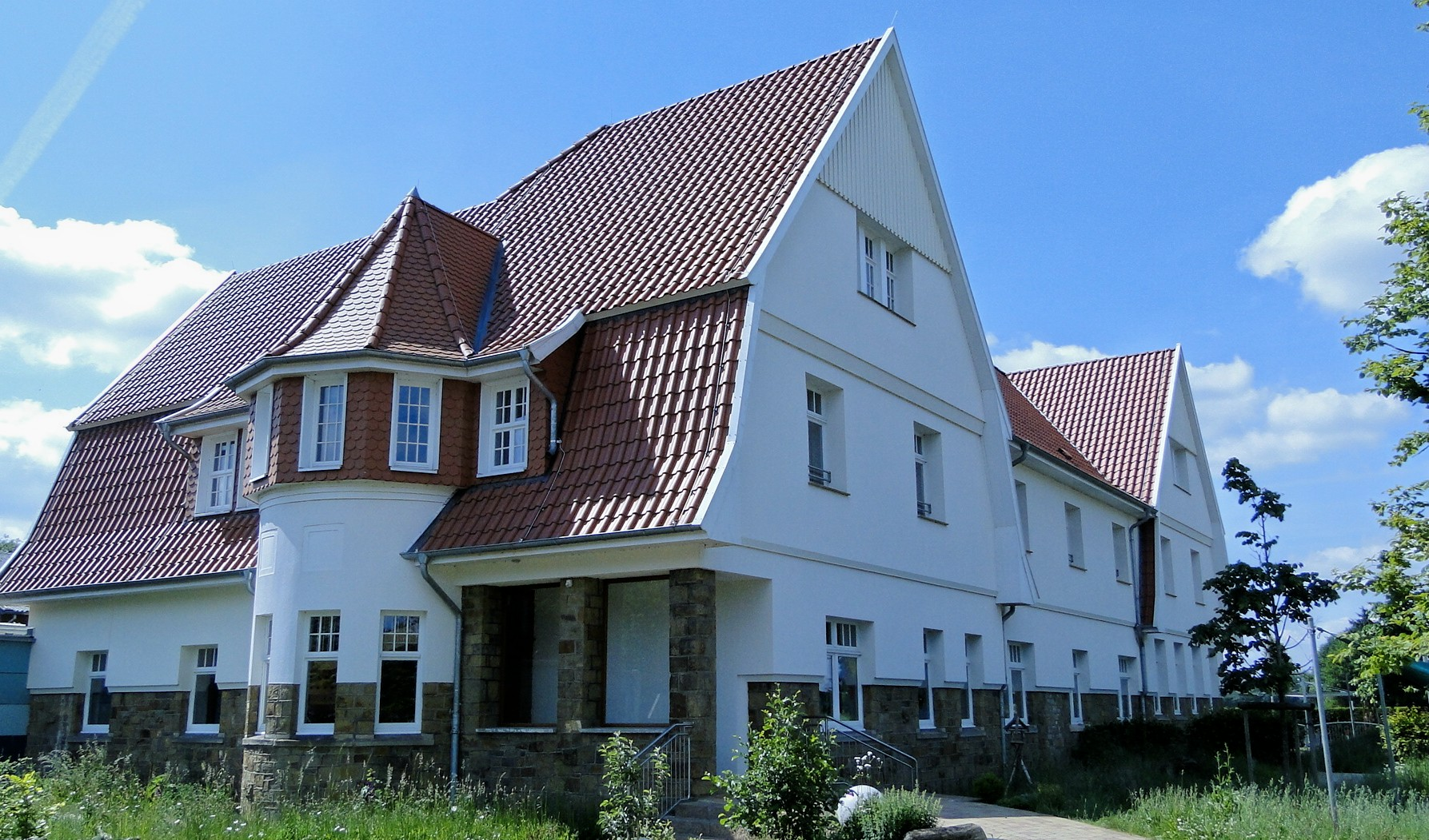
Das historische Gebäude der Johannesschule nach der Sanierung im Jahr 2009

Nach Jahren der privatwirtschaftlichen Nutzung kaufte das römisch-katholische Bistum Osnabrück, in dessen Gebiet die Gemeinde Rieste liegt, im Jahr 1999 die Kommende und übergab sie den Ordensfrauen aus dem Dominikanerkloster „Mater Dolorosa“ aus Klausen/Mosel. Seitdem besteht in den Räumen der Kommende Lage das Dominikanerinnenkloster „Zum Gekreuzigten Erlöser“.
Neben dem Kloster befindet sich die heutige katholische Pfarr- und Wallfahrtskirche St. Johannes der Täufer aus dem Jahr 1426. Der Turm wurde in den Jahren 1902 bis 1904 errichtet. Die Kirche verfügt über eine reiche Ausstattung mit drei Barockaltären sowie einem gotischen Gewölbe, welches 1733 stuckiert wurde. Bedeutendstes Ausstattungsstück der Kirche ist jedoch das um 1300 entstandene lebensgroße „Heilige Kreuz zu Lage“, welches seit dem 14. Jahrhundert verehrt wird. Die Gläubigen tragen das 134 Kilogramm schwere mittelalterliche Kreuz bis heute um die Kirche und beten dabei für Kranke und Sterbende.
Im Haupt des Gekreuzigten sind verschiedene Reliquien eingelassen, so zum Beispiel Steinchen und Erinnerungsstücke aus dem Heiligen Land. Sie sind eingewickelt und mit alten Zetteln beschriftet: „vom Kreuze Christi, vom Kalvarienberg, vom Berge Sinai, vom Grabe Christi, vom weißen Gewand Christi, von der Krippe des Herrn“. Ferner sind Reliquien der Apostel Andreas und Bartholomäus eingelassen, des Weiteren Reliquien der Märtyrer Georg, Petronilla, Regina, Barbara, Sebastian, Margarita, Erzbischof Thomas Becket von Canterbury und Cordula. Bei der Restaurierung 1987 wurden Erinnerungsstücke von der seligen Schwester Maria Euthymia dem Kreuz beigegeben.
Seit 1995 laden das Bistum Osnabrück und die Pfarrgemeinde alljährlich am Fest Kreuzerhöhung (14. September) bzw. am Sonntag danach zur Diözesanwallfahrt „Mit Kranken und für Kranke“ ein. Der Bischof von Osnabrück oder sein Weihbischof feiert auf dem Kirchplatz die heilige Messe. Nach dem Gottesdienst spenden Bischof, Priester und Diakone den persönlichen Krankensegen.

### Evangelisch-lutherische Emmauskapelle
Rieste gehörte seit jeher zum Kirchspiel Bramsche. Um den Gottesdienst zu besuchen, mussten die evangelisch-lutherischen Christen den langen Weg nach Bramsche zur Kirche zurücklegen, während die Katholiken nach dem Dreißigjährigen Krieg nach Lage gingen. Pastor Wöbking machte im Jahre 1900 darauf aufmerksam, dass es wünschenswert sei, in Rieste eine Kapelle zu errichten. Am 18. Mai 1912 wurde der Grundstein gelegt, ein Jahr später, am 8. April 1913, wurde die Kapelle eingeweiht. Architekt war der Kirchenbaumeister Rudolph Eberhard Hillebrand aus Hannover. Die Kapelle wurde aus Ueffelner Bruchstein gemauert. Der Innenraum verfügt über eine Jugendstilbemalung. Namensgebend für die Kapelle ist das hinter dem Altar befindliche Chorfenster mit der Emmausszene. Entworfen und gefertigt wurde das Fenster durch die Werkstatt Linnemann aus Frankfurt am Main.

### Ehrenmal und Diekplatz
Das Kriegerdenkmal wurde in Rieste ursprünglich im Jahr 1921 an der Ecke Bahnhofstraße/Hasestraße für die im Ersten Weltkrieg gefallenen Soldaten aus der Gemeinde errichtet. Ihre Namen befinden sich auf dem jetzigen obersten Quader. 1952 wurde das Denkmal umgestaltet, der mächtige Unterbau wurde durch zwei Quader ersetzt, auf denen die Namen von toten und vermissten Riester Soldaten des Zweiten Weltkrieges stehen.
Die Inschrift auf der vorderen Stufenplatte entstand bei der Errichtung im Jahr 1921 und lautet: „Ihren gefallenen Helden – Die Dankbare Gemeinde Rieste“. Der Inschrift unter dem dritten Quader des Denkmals wurde nach dem Zweiten Weltkrieg 1952 hinzugefügt: „Allen Opfern der beiden Kriege“.
Der Riester Gemeinderat verabschiedete im Jahr 2018 folgende Resolution, die zur Erläuterung auf einer Informationstafel auch dem neu gestalteten Ehrenmal zugefügt wurden:
„Die Gemeinde Rieste gedenkt aller Opfer von Gewalt, Krieg, Terror und Vertreibung hier und auf der ganzen Welt.
Wir rufen auf zum Frieden und zur Versöhnung untereinander.
Die Ereignisse der vergangenen Kriege sollen uns immer eine Mahnung sein und nicht vergessen werden!“
Seit dem Jahr 1978 stand das Denkmal zunächst einige Meter entfernt vom jetzigen Standort. Es musste damals an der Ecke Hasestraße Straßenbaumaßnahmen weichen und wurde daher auf diesen Platz gestellt, war allerdings nur schwer zugänglich. 2018 erfolgte im Rahmen der Ortsgestaltung eine Restaurierung und Aufwertung dieses Bereiches. Auf einer bisherigen Wiese wurde ein Platz geschaffen, der seither als Treffpunkt und Ortsmittelpunkt dient. Im Rahmen dieser Umgestaltung wurde auch das Denkmal um 90 Grad in Richtung Bahnhofstraße gedreht und in die neue Ortsmitte einbezogen.
In einem öffentlichen Wettbewerb erhielt der Platz im April 2019 den Namen „Diekplatz“. Mit „Diek“ bezeichnet man den zentralen Ortsteil im Bereich des Flusses Hase, dem Bahnhof und der Schule innerhalb der Gemeinde Rieste. Dieses bezieht sich darauf, das dieser Bereich dem Wasser der Hase über Generationen ausgesetzt war. Erst mit endgültiger Fertigstellung des Alfsees Anfang der 1980er Jahre hörten die regelmäßigen Überschwemmungen in Rieste auf.

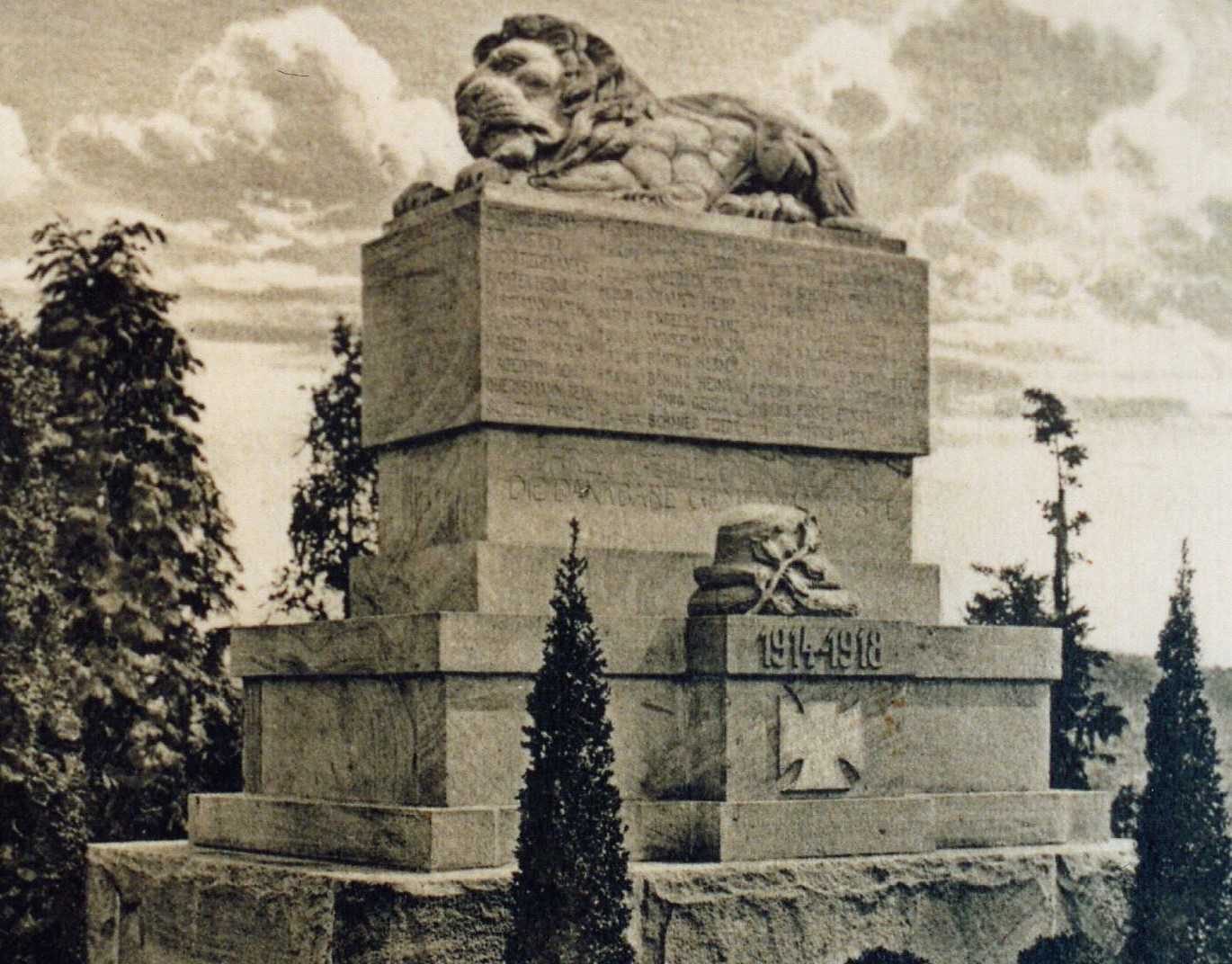
Das alte Kriegerdenkmal in der Gemeinde Rieste, um 1925
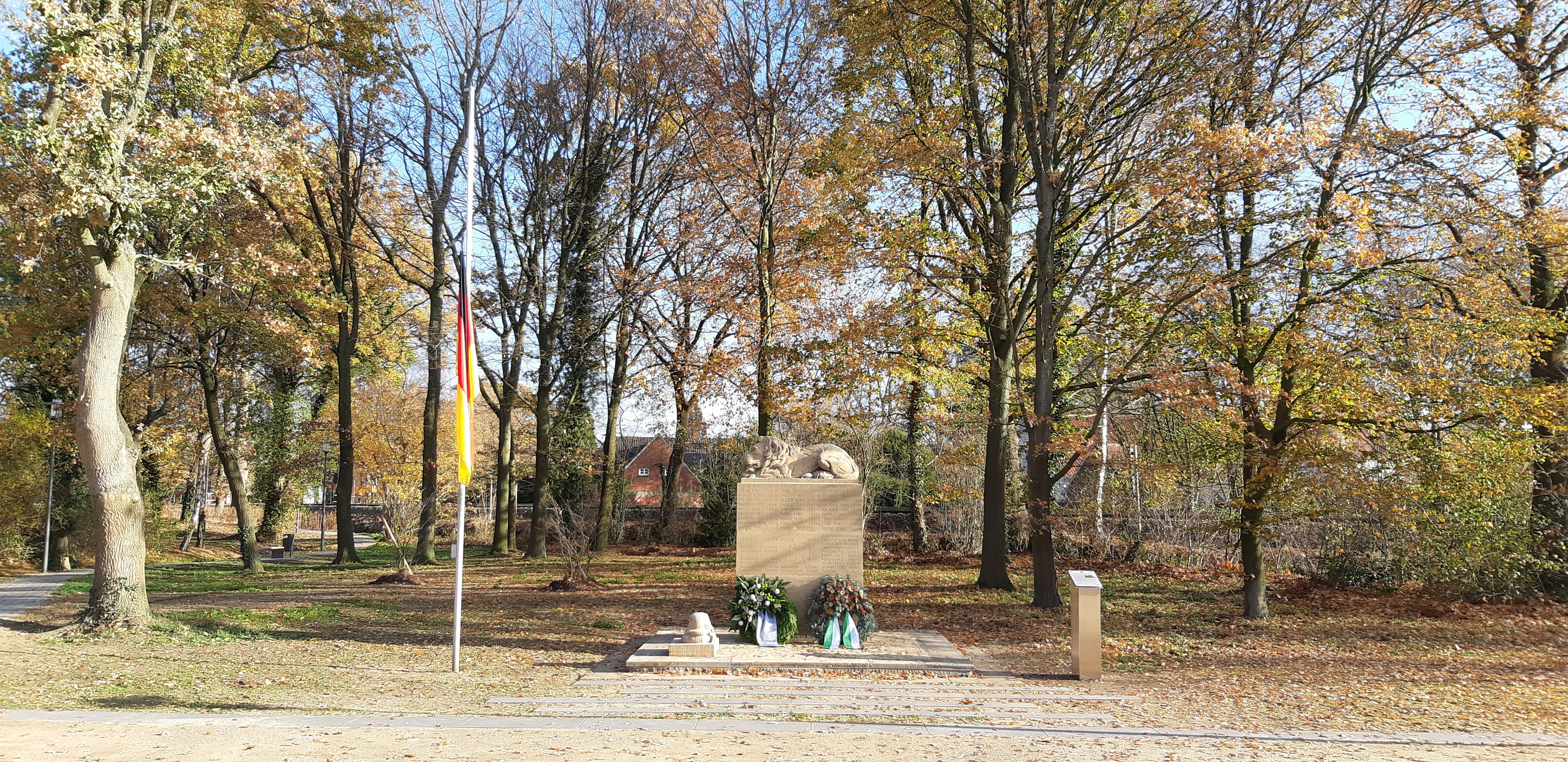
Das neugestaltete Ehrenmal in der Gemeinde Rieste, 2018
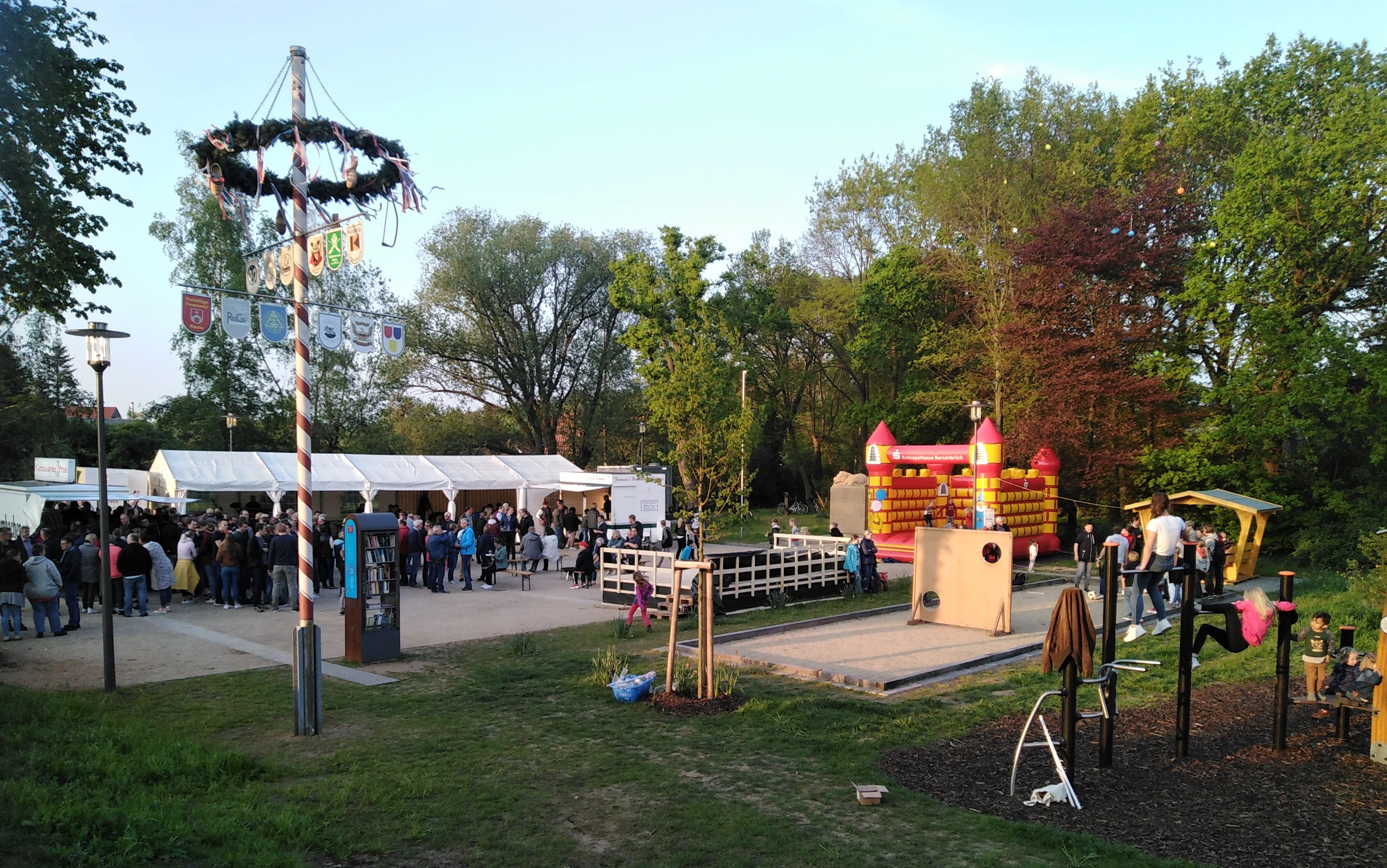
Treffpunkt im Ort: Feierlichkeiten auf dem Diekplatz

## Wirtschaft und Infrastruktur

### Wirtschaft

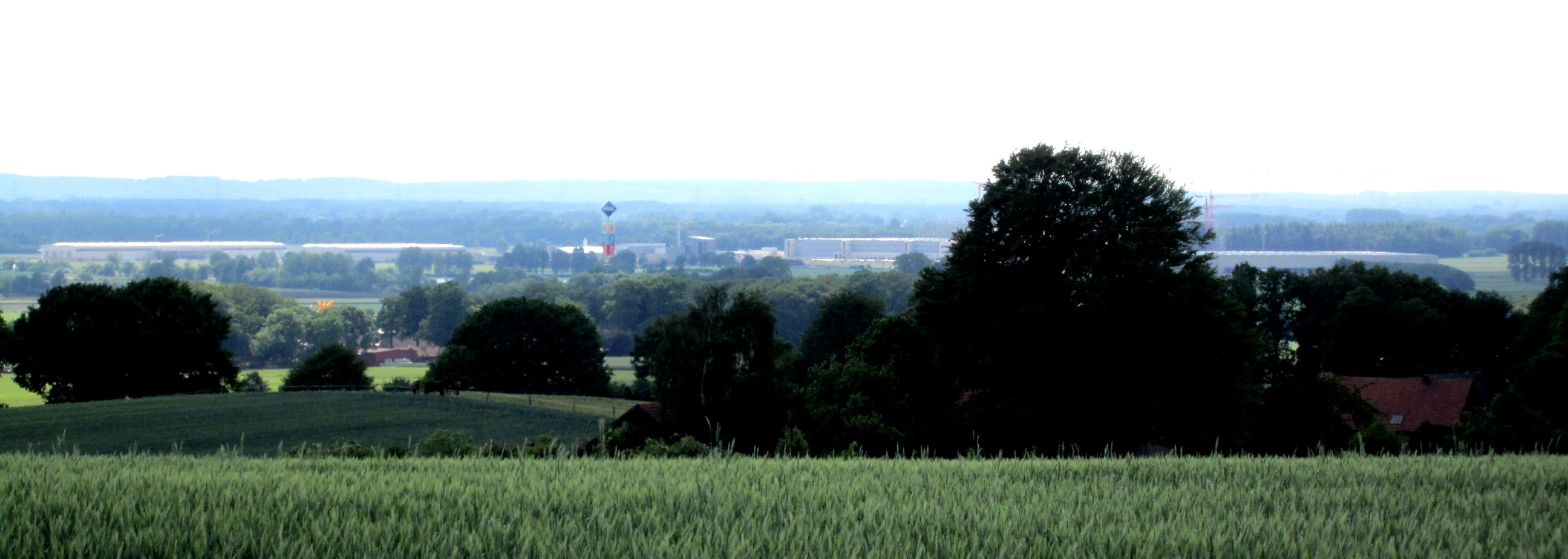
Blick auf den Niedersachsenpark vom Aussichtspunkt Dreesberg (Dammer Berge)

Ein im Endausbau 412 Hektar großes interkommunales Gewerbe- und Industriegebiet, der Niedersachsenpark, liegt am nordöstlichen Rand Riestes und im angrenzenden Neuenkirchen (Landkreis Vechta) direkt an der A 1.

### Tourismus
Der Tourismus am Alfsee ist für die Gemeinde und Region ein bedeutender Wirtschaftsfaktor. Im westlichen Gemeindegebiet befindet sich ein großer Ferienpark mit Ferienhäusern, mehreren Campingplätzen und Sportanlagen, der seit Ende der 1970er Jahre entstanden ist. Der Hauptsee dient als Hochwasser-Rückhaltebecken für das Wasser des Flusses Hase. Bis zur Inbetriebnahme des Beckens kam es immer wieder zu Überflutungen im niedrig gelegenen Bereich Bramsche-Rieste-Bersenbrück. Das geschaffene Staubecken wurde touristisch genutzt mit Bootshafen und Segelschule bot die Möglichkeit zum Segeln und Surfen, ist aber mittlerweile zum Vogelschutzgebiet erklärt worden und größtenteils für den Wassersport gesperrt. In direkter Nachbarschaft befindet sich der Dubbelausee als Badesee mit drei Wasserskianlagen. Die erste nahm 1981 ihren Betrieb auf. Beliebt ist der Ort auch bei Fahrradtouristen. Er liegt an der Strecke der Hase-Ems-Tour, außerdem gibt es auch innerorts einige ausgeschilderte Radwegestrecken.
Rieste hat die höchste Übernachtungszahl im Landkreis Osnabrück. Die im Jahr 2000 eingeweihte Jugendherberge liegt in Nähe der Erholungsanlagen und verfügt über 172 Betten. Im Jahr 2016 gab es hier über 25.200 Übernachtungen, was eine Steigerung von 7,1 % zum Vorjahr bedeutet.

### Verkehr

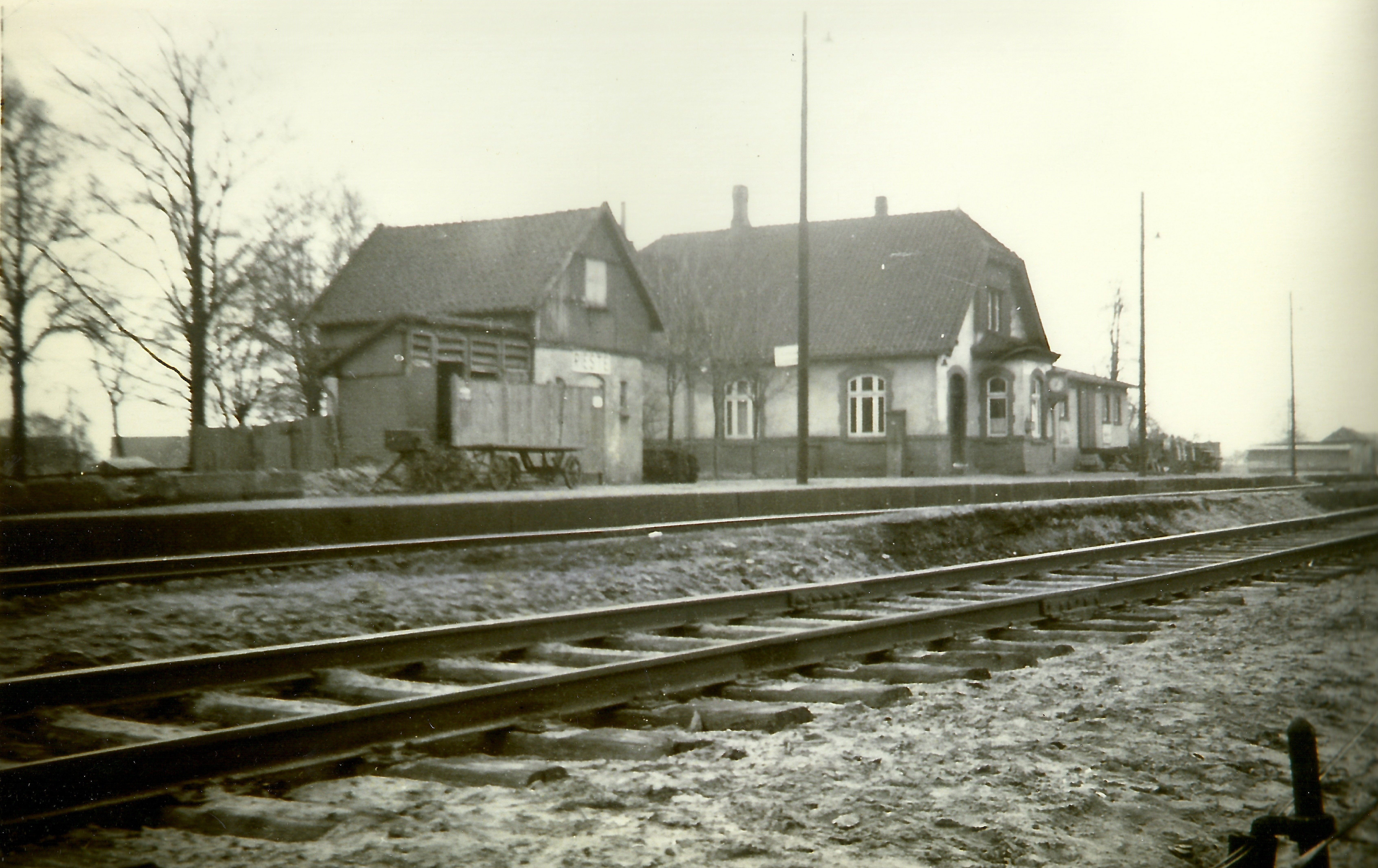
Das alte Bahnhofsgebäude in Rieste

Der Haltepunkt Rieste im Zentrum des Ortes liegt an der Bahnstrecke Delmenhorst–Hesepe, die das Gemeindegebiet von Nordosten nach Südwesten durchquert. Die Bahnstation wurde mit der Fertigstellung der Bahnstrecke im Jahr 1900 eröffnet. Auf der Strecke verkehrt im Stundentakt die Linie RB 58 Bremen–Vechta–Osnabrück der NordWestBahn.
| Linie | Verlauf | Takt   | Betreiber    |
| ----- | --- | ------ | ------------ |
| RB 58 | Bremen Hbf – Bremen-Neustadt – Delmenhorst – Ganderkesee – Brettorf – Wildeshausen – Rechterfeld – Goldenstedt (Oldb) – Lutten – Vechta – Lohne (Oldb) – Mühlen (Oldb) – Steinfeld (Oldb) – Holdorf (Oldb) – Neuenkirchen (Oldb) – Rieste – Hesepe – Bramsche – Achmer – Halen – Osnabrück Altstadt – Osnabrück Hbf Stand: Fahrplanwechsel Dezember 2023 | 60 min | NordWestBahn |

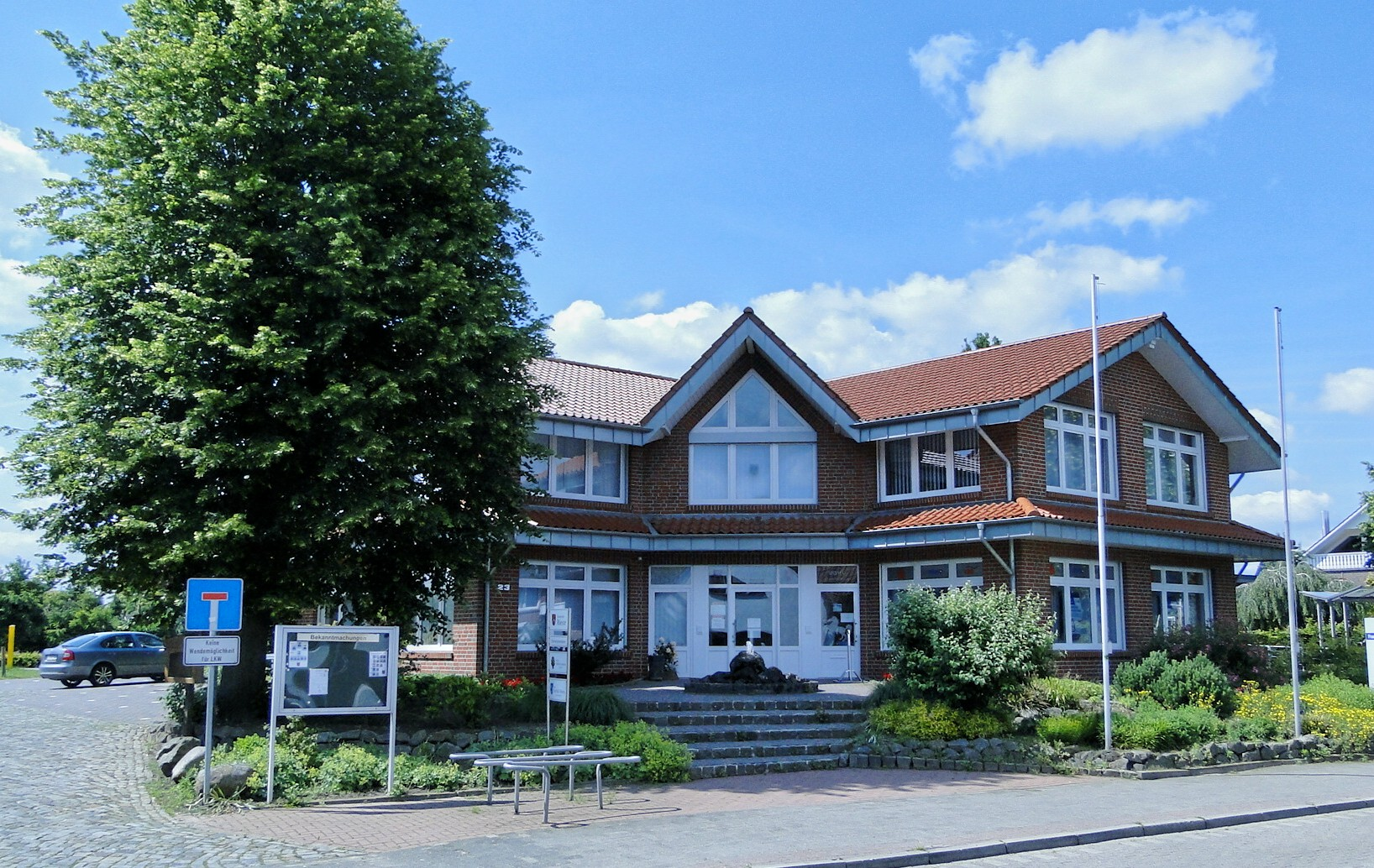
Das Rathaus der Gemeinde Rieste

An der Stelle des ehemaligen Empfangsgebäudes wurde im Jahr 2005 das neue Rathaus errichtet, das auf der Rückseite zum Bahngleis über WCs, einen Überstand und einen Fahrkartenautomaten verfügt.
Rieste ist über die Anschlussstellen Neuenkirchen/Vörden (67a) und Rieste (67b) an der A 1 sowie über die Bundesstraße 68 zu erreichen. Der Bau der eigenen Autobahnanschlussstelle „Rieste“ im südlichen Bereich des Niedersachsenparks wurde 2018 durch das Bundesverkehrsministerium genehmigt. Der Baubeginn war 2024 und die  Anschlussstelle wurde 2025 für den Verkehr freigegeben.

## Persönlichkeiten

### Söhne und Töchter der Gemeinde
- Dietrich von Horne (13?–1402), Bischof von Osnabrück
- Gustav Adolf von Varendorff (1739–1812), Kartograph und Offizier
- Ludwig Hüdepohl (1797–1881), Spirituosen-Großhandelskaufmann in Cincinnati
- Johann Heinrich zur Oeveste (1801–1878), Auswanderer, dessen Briefe als wichtige Dokumente zur Besiedlungsgeschichte Amerikas gelten
- Bernhard Rechthien (1876–1941), hessischer Landtagsabgeordneter und Bürgermeister von Bad Vilbel
- Heinrich Luttmer (1899–1944), Steyler Missionar und Märtyrer

### Weitere Persönlichkeiten, die mit der Gemeinde in Verbindung stehen
- Ernst Bettermann (1903–1983), niedersächsischer Landtagsabgeordneter, lebte in Rieste
- Paul Jaschke (1966–2019), lebte in Rieste